# IJshockey

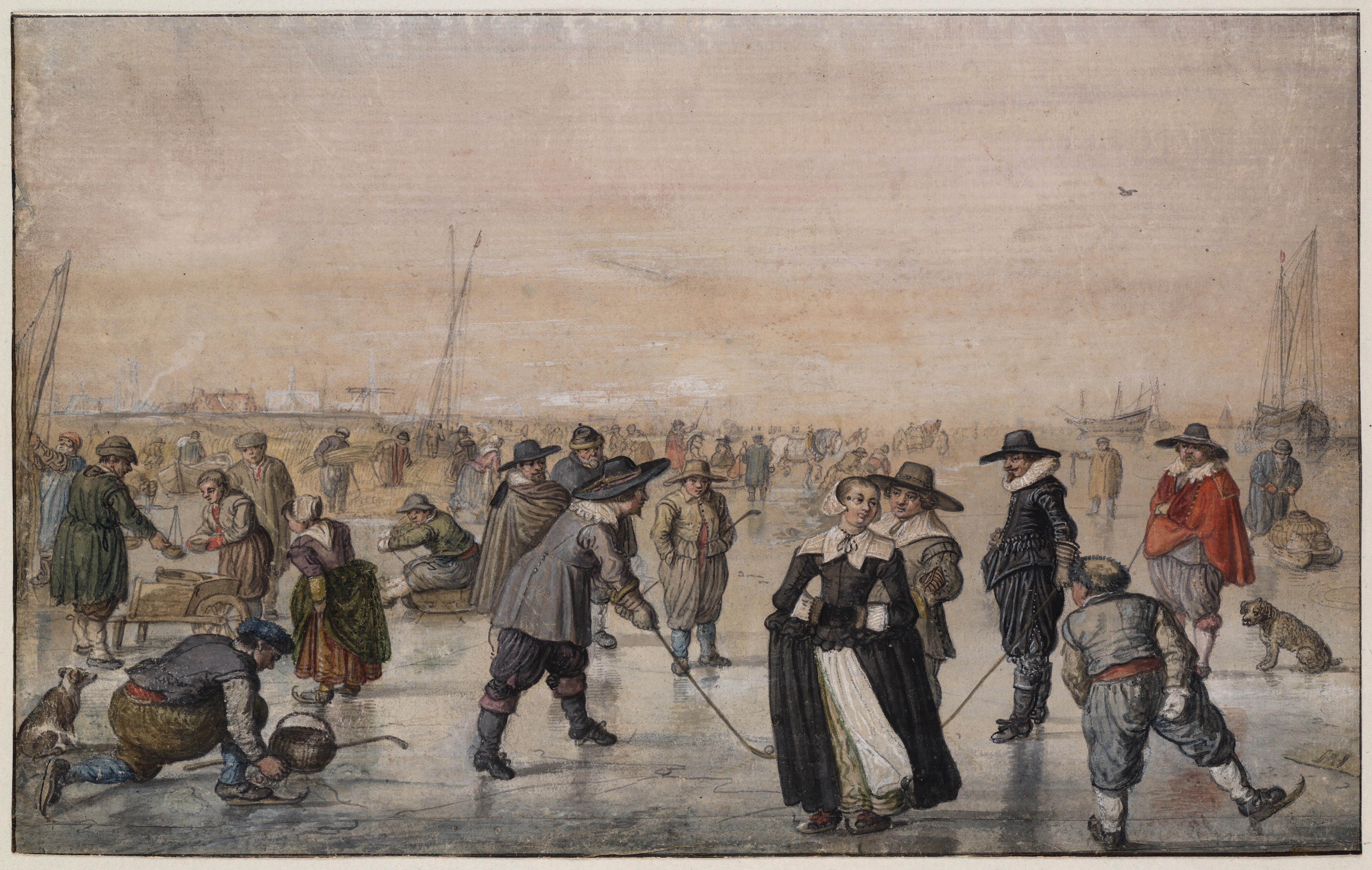
Hendrick Avercamp: Winterlandschap met schaatsers die golf spelen.

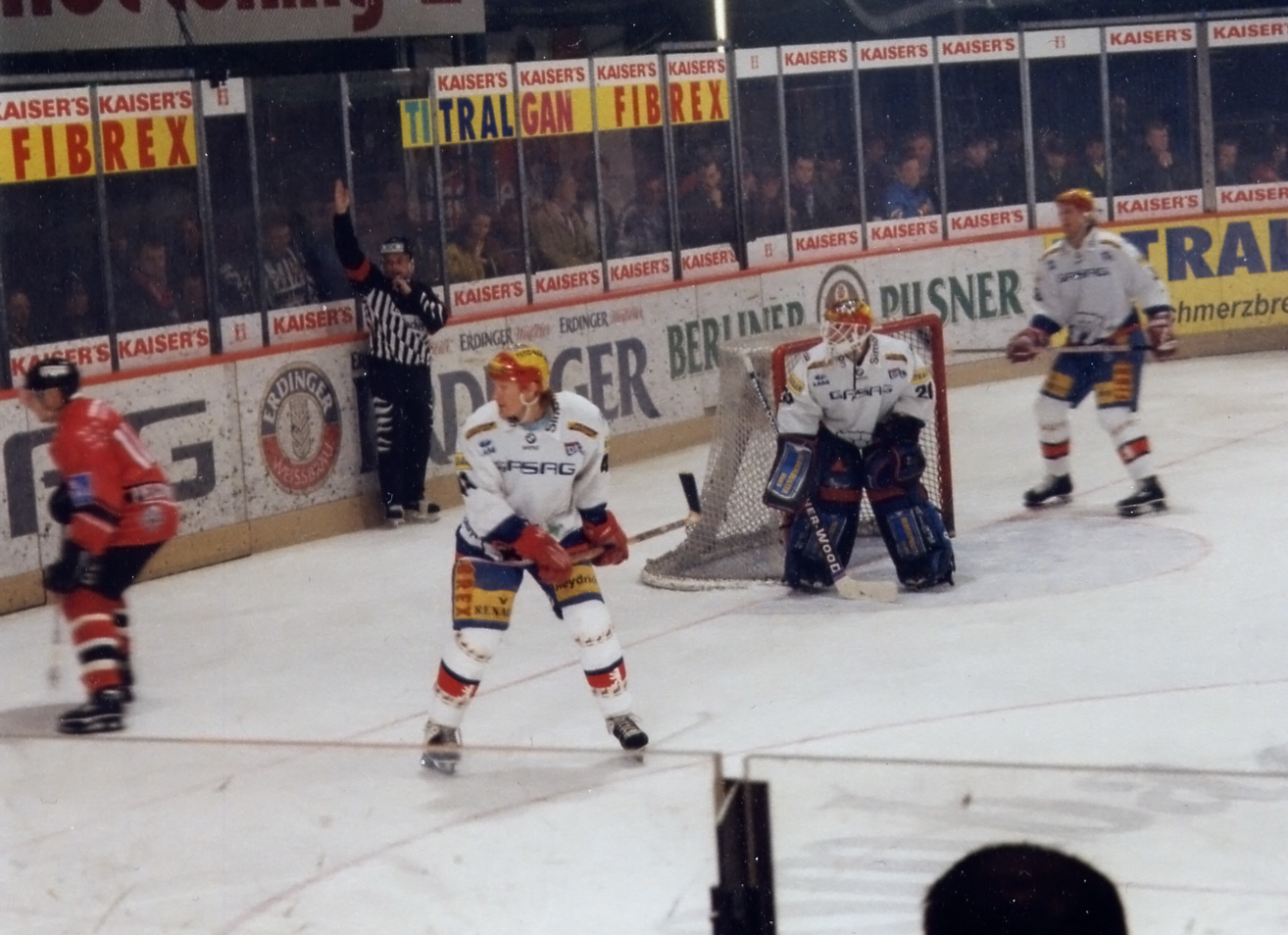
IJshockey; de opgestoken arm van de scheidsrechter geeft een zogeheten "delayed penalty" (uitgestelde straf) aan

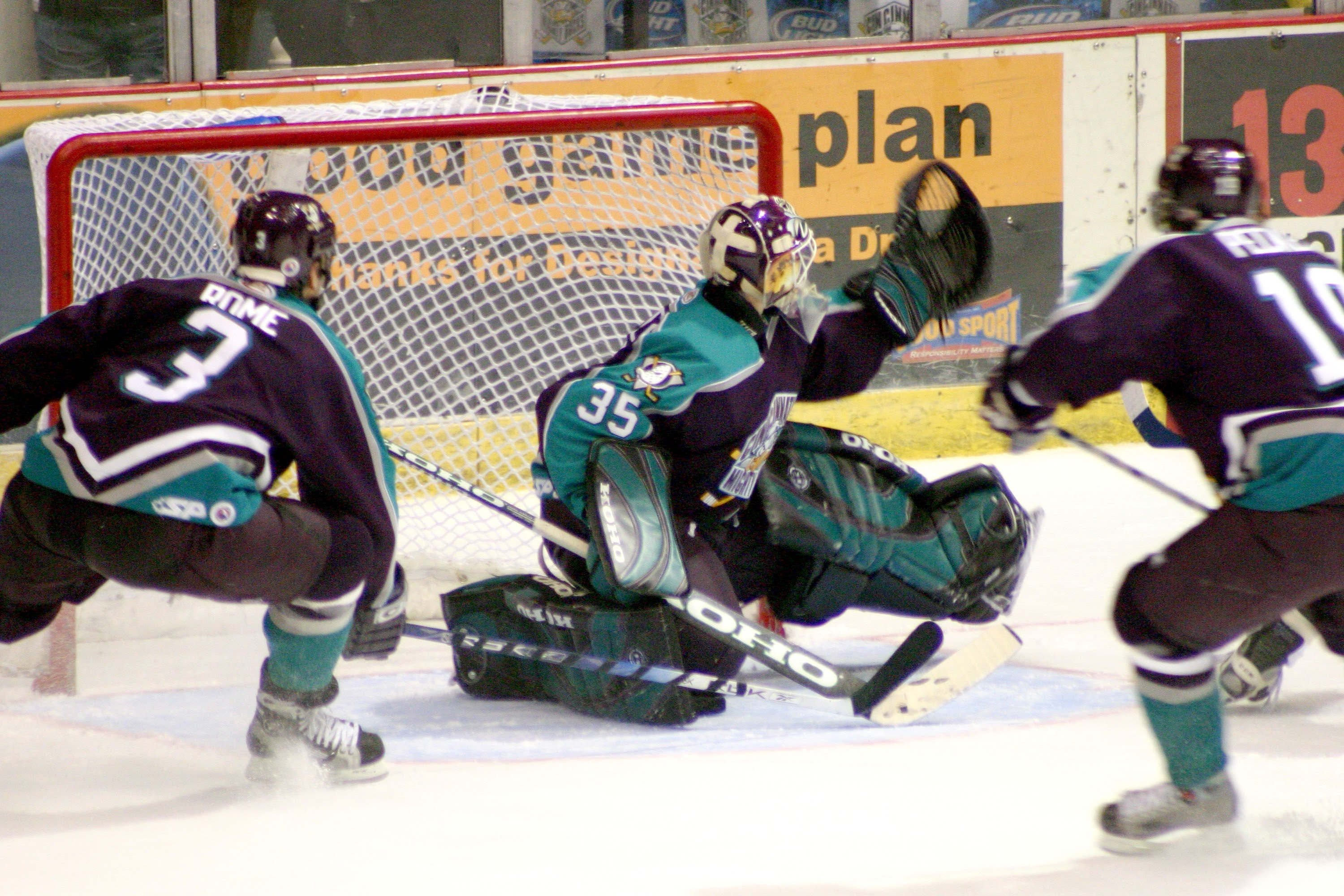
Een doelpunt wordt gemaakt

IJshockey is een variant van hockey die op ijs gespeeld wordt. De sport valt onder de "balsporten" maar de puck waarmee gespeeld wordt is geen ronde bal, maar een platte schijf van rubber, met een diameter van 3 inch (7,62 cm) en een dikte van 1 inch (2,54 cm). De spelers gebruiken een stick met een vrij groot plat vlak. Wel is het blad van de stick gekromd waardoor er nauwkeuriger en harder geschoten kan worden. Bij rechtshandige spelers (die de stick aan de rechterkant van het lichaam houden) wijst de uiterste punt van het blad naar links, bij linkshandige spelers is dit andersom.

## Geschiedenis
Montreal wordt het meest genoemd als de plek waar ijshockey begonnen is, hoewel Kingston, Ontario en Halifax, Nova Scotia ook aanspraak maken op die titel. Er zijn echter meerdere schilderijen uit de Lage Landen, zoals jagers in de sneeuw van Pieter Bruegel de Oudere uit de 16e eeuw en Winterlandschap met schaatsers van Hendrick Avercamp uit het begin van de 17e eeuw, waarop schaatsers te zien zijn die een spel met typische ijshockeysticks spelen.
Toen Engeland in 1763 Canada veroverde op Frankrijk, ontwikkelden soldaten in Engeland een sport door hun kennis van hockey te combineren met de fysieke aspecten van wat de Mi'kmaq stam van Nova Scotia dehuntshigwa'es noemden (lacrosse) om de lange koude winters van Canada door te komen.
IJshockey is sinds de Olympische Spelen in 1920 in Antwerpen een olympische sport.
Canada werd in 2016 voor de 26e keer wereldkampioen, door Finland te verslaan.

## Spelregels

### Verschillende spelregels
De spelregels voor ijshockey zijn niet overal hetzelfde. Het grootste deel van de wedstrijden wordt gespeeld onder auspiciën van de Internationale IJshockey Federatie (IIHF), Hockey Canada en USA Hockey. De laatste twee omvatten het meeste amateurijshockey in Noord-Amerika, de IIHF omvat het professionele en amateurhockey buiten Noord-Amerika. Elke bond heeft zijn eigen set spelregels. Daarnaast heeft de National Hockey League (NHL), de professionele Noord-Amerikaanse competitie, zijn eigen regels.
De meeste regels zijn in hetzelfde, de verschillen zitten in de details. De regels van de IIHF wijken het meeste af. Dit komt vooral omdat het speelveld in Noord-Amerika smaller is dan daarbuiten. De afmeting in Noord-Amerika is 200 bij 85 voet, afgerond is dit 61 bij 26 meter, daarbuiten 60 bij 30 meter.
De onderstaande regels gelden voor alle organisaties.

### Duur en spelers
Een ijshockeywedstrijd bestaat uit drie zogenaamde periodes van elk 20 minuten zuivere speeltijd. Dit betekent dat bij alle spelonderbrekingen de tijd wordt stopgezet.
Tussen deze periodes is er telkens een pauze van 15 minuten.
Het spel wordt gespeeld door twee teams. Naast de goalie mogen beide teams vijf spelers tegelijk in het veld hebben staan. Hiervan zijn er traditioneel twee verdedigers (rechtsachter en linksachter) en drie aanvallers (rechtsvoor, middenvoor en linksvoor) keeper (in de goal). Er mag vrijwel voortdurend gewisseld worden. Dit gaat gewoon tijdens het spel. Ook spelers die eerder gewisseld waren kunnen weer terug het veld in. Op het hoogste niveau hebben teams hiertoe vier aanvals- en drie verdedigingslijnen ter beschikking, die doorgaans niet langer dan een minuut op het ijs blijven.
Het aantal spelers waaruit een team mag bestaan, hangt af van de regels waaronder gespeeld wordt; bij de NHL-wedstrijden zijn er maximaal 18 spelers en 2 keepers (totaal 20) en bij de IIHF-wedstrijden, zoals de Olympische Spelen zijn dit er maximaal 20 spelers en 2 keepers (totaal 22).

### Speelveld
Het speelveld is verdeeld in 3 zones, die - afhankelijk van de speelrichting van het team - het verdedigingsvak, het neutrale vak en het aanvalsvak worden genoemd. Deze verdeling is belangrijk, omdat de toegang tot het aanvalsvak door een buitenspelregel (offside, zie onder) beperkt wordt. Ook mag de puck niet lukraak van eigen helft naar de andere kant geschoten worden (Icing) De bedoeling van het spel is om te scoren door de puck in het doel van de tegenstander te schieten.
Een ijshockeydoel heeft een afmeting van 1,83 bij 1,23 m.

### Doelman
De goalie mag de puck met alle onderdelen van zijn of haar bescherming tegenhouden. Hiervoor wordt vaak de zogenoemde "Butterfly"-stijl gebruikt. Hierbij laat een goalie zich op de knieën vallen en spreidt de onderbenen voor het lage deel van het doel. Met het bovenlichaam en de handschoenen worden dan de hoge schoten gestopt. Een goalie mag een puck vasthouden. Wanneer de puck langer dan 3 seconden vastgehouden wordt is er sprake van "freezing" en wordt het spel hervat middels een face-off. Dit mag trouwens alleen als er een reden voor is, zoals tegenstanders in de buurt. Als er geen reden voor is, kan de scheidsrechter een straf voor vertraging opleggen.

### Straffen

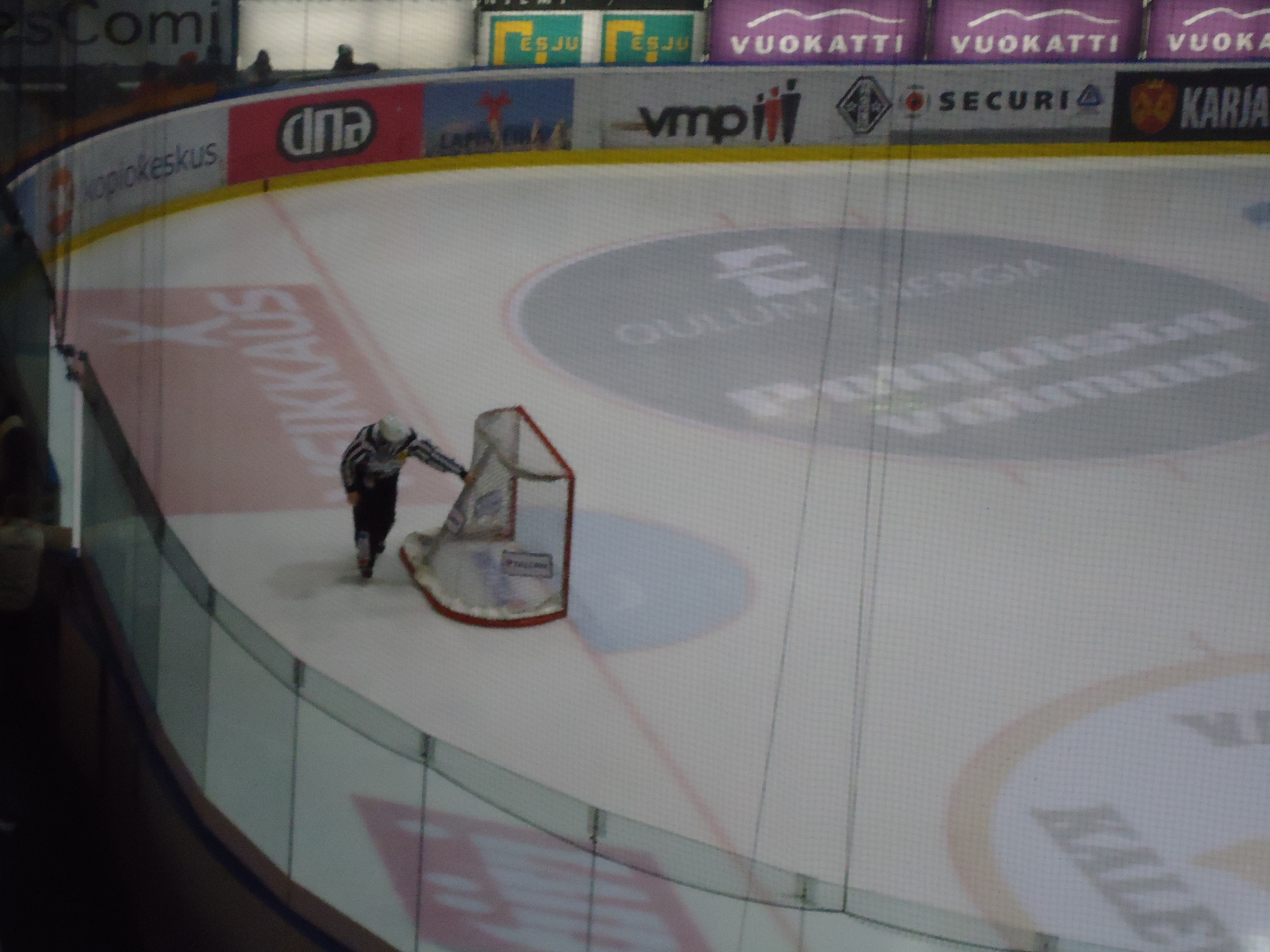
Een scheidrechter die het doelnet controleert

Hoewel bij ijshockey meer contact is toegestaan dan bij veel andere sporten zijn er regels om het spel in goede banen te leiden. Een straf bij ijshockey heet een 'penalty'. Penalty’s worden uitgedrukt in strafminuten. Voor lichte (minor) overtredingen krijgt een speler een tijdstraf van twee minuten.
- Bij een zwaardere overtreding wordt een "Major Penalty" van vijf minuten opgelegd aan het team.
- Bij een Game Misconduct Penalty moet de speler het ijs verlaten en is er geen verdere sanctie.
- Bij zeer zware overtredingen waar de intentie lijkt om de tegenstander te blesseren wordt een "match penalty" opgelegd. De bestrafte speler speelt niet meer mee terwijl een teamgenoot voor 5 minuten naar de strafbank moet.
- Bij het (meermaals) belagen van een wedstrijdofficial, zowel fysiek als verbaal, kan een "gross misconduct penalty" worden opgelegd. De overtreder speelt niet meer mee, maar mag wel direct worden vervangen.
- Tijdens een penalty heeft het niet in overtreding zijnde team een zogeheten powerplay of man-meer-situatie. Zodra er door het team dat een man meer heeft gescoord wordt mag de bestrafte speler terugkeren op het ijs, tenzij hij een straf van 5 of 10 minuten uitzit.

Een tijdstraf van 10 minuten kan opgelegd worden als aanvulling op een minor-penalty al naargelang de ernst van de overtreding (bijvoorbeeld bodychecken van achteren of bodychecken tegen het hoofd, hiervoor wordt een minor penalty en een 10 minuten misconduct (letterlijk wangedrag) penalty opgelegd).
- Bij bepaalde overtredingen (een tegenstander van achteren aanvallen bij een breakaway, het gooien van een stick in de richting van de puck in het eigen verdedigingsvak of opzettelijk het eigen doel verplaatsen in de laatste 2 minuten van de reguliere speeltijd of gedurende de gehele overtime) kan er een penaltyshot worden toegekend. De nemer mag hierbij vanaf de middenstip vrij op de goalie van de tegenstander af schaatsen en één doelpoging ondernemen.

### Terminologie

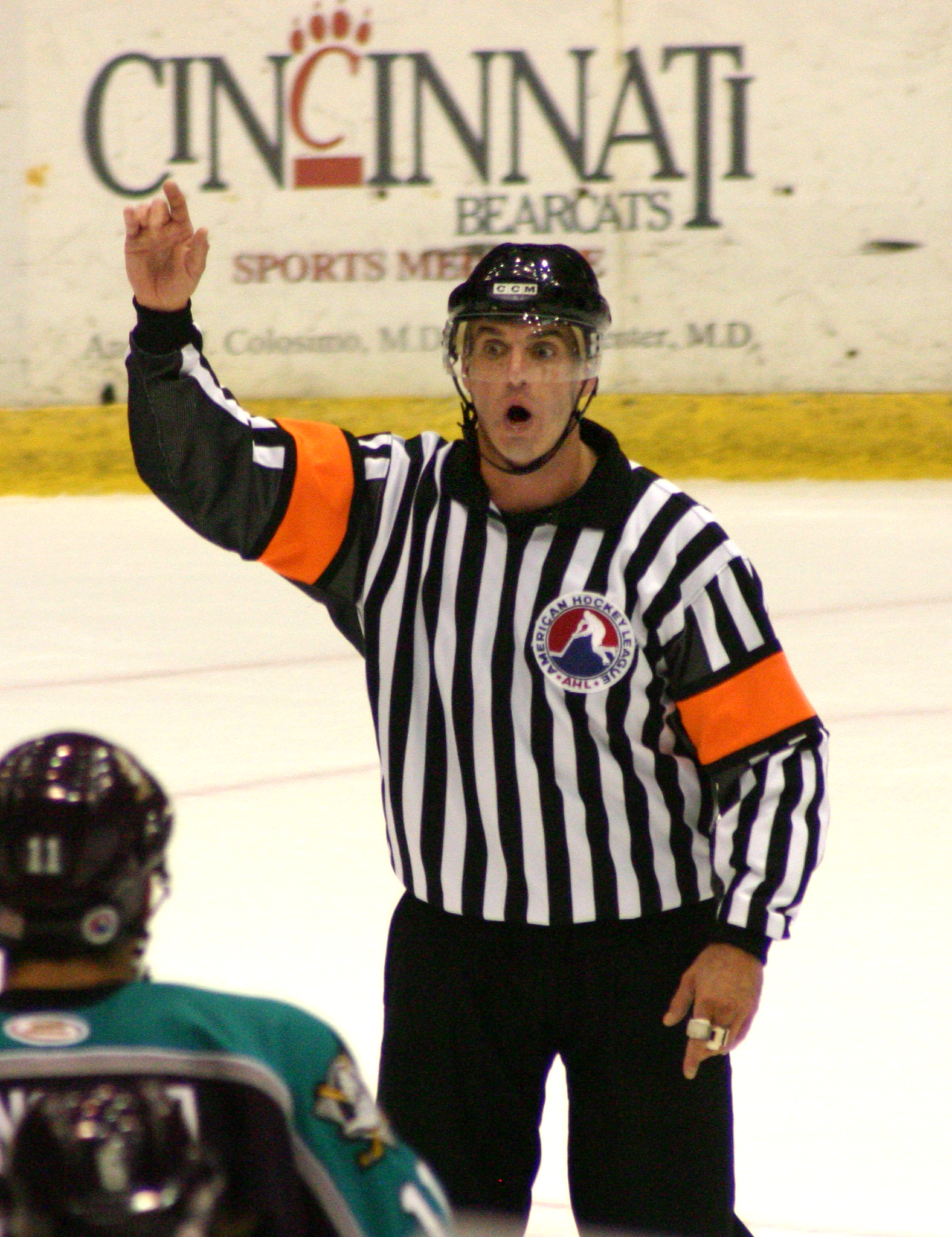
Een scheidsrechter in de American Hockey League

Belangrijke regels en begrippen bij ijshockey, kijk voor alle begrippen op Categorie:IJshockeyterminologie. Kijk hier voor de uitleg over de ijshockeybaan:
- Face-off: Twee spelers staan tegenover elkaar in een cirkel, de face-offcirkel. De overige spelers staan rondom de cirkel op eigen helft. De scheidsrechter gooit de puck tussen de twee spelers die deze naar medespelers proberen te spelen.
- Icing: Wanneer team A de puck vanaf eigen helft over de achterlijn van de team B schiet. Er komt hierop een face-off in het verdedigingsvak van team A. Sinds seizoen 2009-2010 mag team A op dat moment niet wisselen.
- Powerplay: Situatie waarbij een ploeg met een (of twee) speler(s) meer speelt dan de tegenstander (ten gevolge van een penalty). Als er een doelpunt valt voor het team dat een powerplay heeft, heet dat een powerplay goal.
- Checken: de tegenstander een (reglementaire) duw geven.
- Offside: wanneer een speler eerder in het aanvalsvak komt dan de puck.
- Boarding: de omzoming om het veld. De boarding is 1,22 m hoog. Meestal wordt de boarding aangevuld met een net of een wand van plexiglas, om te voorkomen dat een puck in het publiek belandt en letsel veroorzaakt.
- Shorthanded: Als een ploeg in de minderheid is vanwege een penalty. Als deze ploeg weet te scoren is het een shorthanded goal.
- Overtime: als er na 3 perioden een gelijke stand is, wordt er overtime gespeeld. Bij deze vorm van verlenging staat iedere ploeg met 1 man minder op het veld (4 in plaats van de gebruikelijke 5, de goalie niet meegerekend) en geldt de regel dat het eerste team dat scoort, direct wint (sudden death). Het team dat verliest in overtime krijgt 1 punt. De straffen uit de reguliere speeltijd worden meegenomen in de overtime. De tijd dat er overtime gespeeld wordt, verschilt: in het reguliere seizoen wordt er maar 5 minuten overtime gespeeld, waarna de teams overgaan op een shoot-out, in de play-offs worden er periodes van 20 minuten gespeeld totdat de winnende goal valt.

### Materiaal

Hockeysticks (links veldspeler, rechts goalie), afmetingen in cm

IJshockey is een harde en soms gevaarlijke sport dus dragen de spelers de nodige bescherming: een toque, helm, scheenbeschermers, elleboogbeschermers, handschoenen, speciale ijshockeybroek en bodybeschermer (schouders, borst en schouderbladen). Dit is omdat lichamelijk contact is toegestaan en de puck hard is en zeer hoge snelheden kan halen (160 km/h is geen uitzondering).
De goalie is bij ijshockey compleet ingepakt. In de eerste plaats is dit natuurlijk om letsel te voorkomen maar de uitrusting heeft ook een functionele kant, namelijk het tegenhouden van de puck. Een goalie-uitrusting bestaat uit de volgende onderdelen:
- Speciale schaatsen; deze hebben een ander "ijzer" dan spelersschaatsen en zijn verstevigd
- Beenbeschermers; deze komen tot ongeveer halverwege het bovenbeen. Beenbeschermers zijn maximaal 25 cm breed en 10 cm dik.
- Keepersbroek; kenmerkend is dat keepersbroeken dikkere beschermplaten hebben en vaak ook nog eens kniestukken aan de broek vast, deze zitten dan tussen het been en de beenbeschermer in en voorkomen dat de knie "bloot" ligt wanneer de goalie op de grond valt.
- Borstpantser; deze bedekt niet alleen de buik, borst en voorkant van de schouders maar ook de armen tot aan de pols en in veel gevallen de rug(gengraat).
- Blocker; deze handschoen wordt gedragen aan de hand die de stick vasthoudt. Hiermee kan een schot van richting veranderd worden.
- Vanghandschoen; beschermt de gehele hand en een deel van de onderarm.
- Keelbeschermer; beschermt de hals en zijkant van de nek. De keelbeschermer is gebruikelijk sinds in 1989 bij de goalie van de Buffalo Sabres (Clint Malarchuk) zijn keel opengesneden werd door de schaats van een tegenstander.
- Helm; beschermt het hoofd en is voorzien van tralies om ook het gezicht te beschermen. Meestal staan er mooie tekeningen op, om de tegenstander te intimideren.

## IJshockey in Nederland
IJshockey in Nederland wordt georganiseerd door IJshockey Nederland (IJNL). De sport telt (actieve) clubs in Alphen aan den Rijn, Amsterdam, Breda, 's-Hertogenbosch, Den Haag, Dordrecht, Eindhoven, Enschede, Geleen, Groningen, Heerenveen, Leeuwarden, Leiden, Nijmegen, Tilburg, Utrecht, Zoetermeer, Alkmaar en Hoorn.
Sinds het seizoen 2007/2008 worden vrijwel alle competities op landelijk niveau georganiseerd. Op seniorenniveau zijn dat de Eredivisie, Eerste Divisie, Tweede Divisie en Derde Divisie. De junioren zijn verdeeld in een 5-tal leeftijdscategorieën (U17, U14 en U12, welpen en mini's). De overige competities (recreanten, studenten) worden regionaal georganiseerd. In 2008 spelen 3 Nederlandse U20 teams (Dordrecht, Den Haag en Zoetermeer) samen met de Belgische eersteklassers om de Coupe der lage Landen.
Er is een aparte vrouwencompetitie maar vrouwen spelen ook in de recreanten competities en in juniorenteams.
In 2008 telde de Nederlandse IJshockey Bond (NIJB) ca. 2050 geregistreerde spelers.
Sinds 2015 neemt de Nederlandse subtop deel aan de Beneliga competitie. De Nederlandse club Tilburg Trappers speelt met ingang van dat seizoen in Duitsland in de Oberliga. In het eerste seizoen wist de club meteen kampioen te worden maar mocht niet promoveren naar de tweede divisie.
Mondiaal neemt Nederland een plaats in de middenmoot in, zowel bij de mannen als bij de vrouwen. De mannenploeg is sinds 1990 een min of meer 'vaste waarde' in de B-groep, die sinds 2000 luistert naar de naam 'Division I'. Hoogtepunt uit de geschiedenis van het nationaal team was de deelname aan de Olympische Winterspelen van 1980 in Lake Placid (negende plaats), en het wereldkampioenschap.
Het Nationale vrouwenteam is internationaal sinds 2010 aan een opmars bezig. Vanaf 2010 speelt het Nationale Team mee in European Womens Competition. Ook in 2011 wordt het team Wereldkampioen in Australië door o.a. een winnende golden goal van Julie Zwarthoed en uitstekend goalie werk van Claudia van Leeuwen. In 2012 werd de promotie gehandhaafd en in 2013 werd een zilveren medaille gehaald in een deelnameveld met enkele (ex-)top 10-landen.
In 2012 wist Julie Zwarthoed de eerste Nederlandse olympische medaille in het ijshockey te winnen. Op de Olympische Jeugdspelen in Innsbruck wist zij op het onderdeel Skills Challenge goud te behalen. Haar shirt welk zij bij deze prestatie droeg, werd in 2013 tentoongesteld in de wereldberoemde Hockey Hall Of Fame.
In april 2019 promoveert het Nederlandse vrouwenteam naar division 1A. Dit gebeurde door alle wedstrijden te winnen in reguliere speeltijd op het WK division 1B. Zij behoren nu tot de beste 16 landen ter wereld.
Het WK waar deze prestatie plaatsvond was in Beijing.
In 2023 is de (Pro Women's Hockey League) opgericht. Zes teams uit Canada en de Verenigde Staten ("The Original Six") strijden om de Walter Cup. Minnesota Frost is de winnaar van het eerst gespeelde seizoen. Canada en de Verenigde Staten hebben beiden drie teams. De Montréal Victoire, Ottawa Charge en Toronto Sceptres zijn Canadees. In de Verenigde Staten bevinden zich de Boston Fleet, Minnesota Frost en de New York Sirens. 

## IJshockey in België
In België wordt de sport georganiseerd door de Koninklijke Belgische IJshockey Federatie (KBIJF) gevestigd in Tremelo. Belgische clubs zijn er (onder andere) in Antwerpen-Deurne, Charleroi, Gent, Hasselt, Heist-op-den-Berg, Herentals, Leest, Leuven, Liedekerke, Lommel, Luik, Maaseik, Kortrijk en Turnhout.
België was aanvankelijk een van de grootmachten in het internationaal ijshockey. Het werd Europees kampioen in 1913 (de kampioenschappen waren toen nog een louter Europese aangelegenheid, de Amerikanen sloten zich pas later bij de internationale bond aan) en behaalde in die jaren ook nog 3 bronzen medailles. Sindsdien heeft de sport in België een grote terugval gekend.

## IJshockey internationaal
Internationaal wordt georganiseerd ijshockey gespeeld in 68 landen, waarvan er 63 zijn aangesloten bij de in Zürich zetelende Internationale IJshockey Federatie. Onder de aangesloten leden bevinden zich enkele exotische landen als Brazilië en Thailand, waar slechts één club is ingeschreven. Onder auspiciën van de IIHF wordt elk jaar, zowel bij de mannen als de vrouwen, een wereldkampioenschap georganiseerd.
De sport is vooral 'groot' in Noord-Amerika, Rusland, Tsjechië, Slowakije, Scandinavië en Zwitserland. In Finland is het de belangrijkste volkssport, en is de ijshockeybond de sportbond met het grootste aantal actieve leden. De belangrijkste ijshockeycompetitie ter wereld is de Amerikaans-Canadese NHL. Het grootste deel van de internationals is actief in deze league, waar overigens ook iets andere regels gelden dan elders. Zo is er iets meer fysiek contact toegestaan en het speelveld is iets kleiner.